# Brás Pires
Brás Pires là một đô thị thuộc bang Minas Gerais, Brasil. Đô thị này có diện tích 223,362 km², dân số năm 2007 là 4592 người, mật độ 20,5 người/km².